# 青龙车辆段
青龙车辆段是南京地铁4号线的一座车辆段，位于南京栖霞区。

## 概况
青龙车辆段位于栖霞区南部，靠近龙泉山陵园及既有西岗公路以东、江南水泥厂铁路专用线以北、规划三环路以西、仙林大道以南的狭长地块内，占地面积37.76 公顷。车辆段长约1300m，宽约300m，与仙林湖站接轨，负责4号线列车的架修、定修和本线配属车辆的停放、运用、列检、列车整备和月修等工作任务。
车辆段整体由综合楼、检修主厂房、运用库、地铁公安办公楼等17幢房屋组成，总建筑面积约9万平方米。同时车辆段东侧设一条地下高速试车线，试车线全长2100米，自车辆段东南侧出发，自南向北穿越车辆段内部基地，下穿仙林大道与三环路，最高测试速度达120km/h。

## 历史
- 2011年12月27日，车辆段随4号线开工开始建设。

- 2014年6月，车辆段结构封顶。

- 2014年11月，地下高速试车线盾构始发。[3]

- 2015年8月26日，车辆段土建完工，并迎来4号线首列客车。[4]

- 2015年10月29日，地下高速试车线成功热滑。[5]

- 2017年1月7日，车辆段随4号线全线开通正式启用。

## 事故
2017年3月28日，一列正在调试的4号线列车在青龙车辆段地下试车线调试过程中不慎撞到止档物，导致驾驶员被困、司机头部受轻伤。事故未影响4号线正常运行。